# نورما ألاركون
نورما ألاركون (بالإسبانية: Norma Alarcón)‏ (30 نوفمبر 1943 في تشيلي)؛ كاتِبة وروائية مكسيكية. درست في جامعة إنديانا.